# Mesas de Guadalora
Mesas de Guadalora es una localidad situada en el municipio español de Hornachuelos, en la provincia de Córdoba, comunidad autónoma de Andalucía. Se encuentra ubicada al sur del municipio, junto a las localidades de Bembézar y Céspedes.

## Historia
Esta población fue creada por iniciativa del Instituto Nacional de Colonización, al pasar el territorio de secano a regadío gracias al nuevo embalse de Bembézar. Mesas de Guadalora estaba situada dentro del término municipal de Hornachuelos. El diseño del poblado corrió a cargo del arquitecto Francisco Giménez de la Cruz y del ingeniero agrónomo Francisco Lafuente Macchini; el proyecto data del año 1959. Las viviendas y edificios principales fueron levantados poco después, completándose la ejecución de las obras en 1964.